# Marcus Ståhl
Marcus Ståhl, född 1985, är en svensk bandyspelare. Hans moderklubb är Bollnäs GIF.
Ståhl är mittfältare, men han kan också spela halva eller forward.

## Utmärkelser
- Årets pojkspelare i svensk bandy, 2001 - 2002